# Kepler-174
Kepler-174 eller KOI-518, är en ensam stjärna belägen i den mellersta delen av stjärnbilden Lyran. Den har en skenbar magnitud av ca 14,53 och kräver ett kraftfullt teleskop för att kunna observeras. Baserat på parallax enligt Gaia Data Release 3 på ca 2,60 mas, beräknas den befinna sig på ett avstånd på ca 1 250 ljusår (384 parsek) från solen. Den rör sig närmare solen med en heliocentrisk radialhastighet på ca -101 km/s.

## Egenskaper
Kepler-174 är en orange till gul stjärna i huvudserien av spektralklass K V. Den har en massa som är ca 0,71 solmassa, en radie som är ca 0,68 solradie och har en effektiv temperatur av ca 4 700 K.

## Planetsystem
Kepler-174 har tre bekräftade superjordplaneter som kretsar kring den, Kepler-174b, Kepler-174c och Kepler-174d, upptäckta av Keplerteleskopet med hjälp av transitmetoden. Upptäckten av alla tre planeterna tillkännagavs 2014 av ett team ledd av Jason F. Rowe, som en del av en studie som validerade hundratals Keplerplaneter. Kepler-174d är anmärkningsvärd eftersom den ligger inom stjärnans beboeliga zon, vilket betyder att den är potentiellt beboelig.
| Planet | Massa | Halv storaxel (AE) | Siderisk omloppstid (d) | Excentricitet | Inklination | Radie          |
| ------ | ----- | ------------------ | ----------------------- | ------------- | ----------- | -------------- |
| b      | -     | 0,100              | 13,981790 ± 0,000024    | -             | -           | 1,96 ± 0,11 R🜨 |
| c      | -     | 0,214              | 44,000529 ± 0,000265    | -             | -           | 1,49 ± 0,09 R🜨 |
| d      | -     | 0,677              | 247,353730 ± 0,002001   | -             | -           | 2,19 ± 0,13 R🜨 |